# Progressione del record europeo dei 100 metri piani femminili

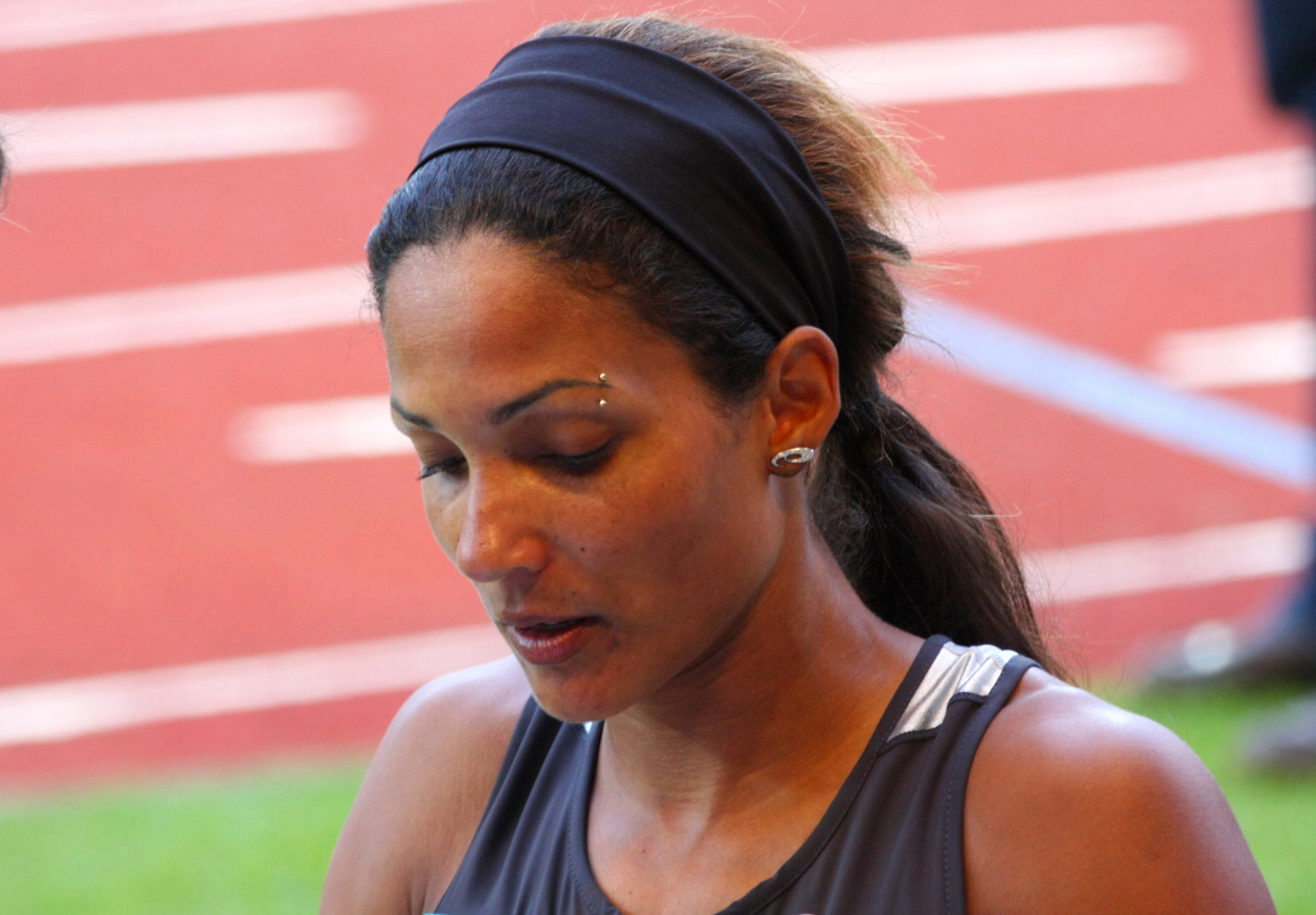
Christine Arron, detentrice del record europeo di specialità

La voce seguente illustra la progressione del record europeo dei 100 metri piani femminili di atletica leggera.
Il primo record europeo della specialità riconosciuto risale al 1922, convalidato dalla European Athletic Association.
Su 36 record europei ben 27 sono stati allo stesso tempo record mondiali.

## Progressione[1][2]

### Cronometraggio manuale (dal 1922 al 1976)
| Tempo manuale | Vento (m/s) | Tempo elettrico | Atleta                       | Nazionalità      | Luogo                              | Data              | Note            |
| ------------- | ----------- | --------------- | ---------------------------- | ---------------- | ---------------------------------- | ----------------- | --------------- |
| 13"6          |             |                 | Marie Mejzlíková II          | Cecoslovacchia   | Praga, Cecoslovacchia              | 5 agosto 1922     | Record mondiale |
| 12"8          |             |                 | Mary Lines                   | Regno Unito      | Parigi, Francia                    | 20 agosto 1922    | Record mondiale |
| 12"8          |             |                 | Gundel Wittmann              | Germania         | Braunschweig, Germania             | 22 agosto 1926    | Record mondiale |
| 12"0          |             |                 | Tollien Schuurman            | Paesi Bassi      | Amsterdam, Paesi Bassi             | 31 agosto 1930    | Record mondiale |
| 11"9          |             |                 | Tollien Schuurman            | Paesi Bassi      | Haarlem, Paesi Bassi               | 5 giugno 1932     | Record mondiale |
| 11"9          |             |                 | Stanisława Walasiewicz       | Polonia          | Los Angeles, Stati Uniti d'America | 1º agosto 1932    |                 |
| 11"8          |             |                 | Stanisława Walasiewicz       | Polonia          | Poznań, Polonia                    | 17 settembre 1933 | Record mondiale |
| 11"7          |             |                 | Stanisława Walasiewicz       | Polonia          | Varsavia, Polonia                  | 26 agosto 1934    | Record mondiale |
| 11"6          |             |                 | Stanisława Walasiewicz       | Polonia          | Berlino, Germania                  | 1º agosto 1937    | Record mondiale |
| 11"5          |             |                 | Fanny Blankers-Koen          | Paesi Bassi      | Amsterdam, Paesi Bassi             | 13 giugno 1948    | Record mondiale |
| 11"5          |             |                 | Gisela Köhler                | Germania Est     | Berlino, Germania                  | 30 giugno 1956    |                 |
| 11"5          |             |                 | Bertha van Duyne-Brouwer     | Paesi Bassi      | Frechen, Germania                  | 29 luglio 1956    |                 |
| 11"5          |             |                 | Christa Stubnick             | Germania Est     | Dresda, Germania                   | 30 settembre 1956 |                 |
| 11"4          |             |                 | Giuseppina Leone             | Italia           | Bologna, Italia                    | 21 ottobre 1956   |                 |
| 11"4          |             |                 | Vera Krepkina                | Unione Sovietica | Mosca, Unione Sovietica            | 1º settembre 1958 |                 |
| 11"3          | +1,4        |                 | Vera Krepkina                | Unione Sovietica | Kiev, Unione Sovietica             | 13 settembre 1958 | Record mondiale |
| 11"3          |             |                 | Dorothy Hyman                | Regno Unito      | Budapest, Ungheria                 | 2 ottobre 1963    |                 |
| 11"1          | +2,0        |                 | Irena Kirszenstein           | Polonia          | Praga, Cecoslovacchia              | 9 luglio 1965     | Record mondiale |
| 11"1          | 0.0         |                 | Ludmila Samotesova           | Unione Sovietica | Leninakan, Unione Sovietica        | 15 agosto 1968    | Record mondiale |
| 11"1          | +1,8        | 11"20           | Irena Kirszenstein-Szewinska | Polonia          | Città del Messico, Messico         | 14 ottobre 1968   | Record mondiale |
| 11"0          | +1,9        |                 | Renate Meissner              | Germania Est     | Berlino, Germania                  | 2 agosto 1970     | Record mondiale |
| 11"0          | +1,7        |                 | Renate Meissner-Stecher      | Germania Est     | Berlino, Germania                  | 31 luglio 1971    | Record mondiale |
| 11"0          | -1,5        |                 | Renate Meissner-Stecher      | Germania Est     | Potsdam, Germania                  | 3 giugno 1972     | Record mondiale |
| 11"0          | +1,9        |                 | Ellen Strophal               | Germania Est     | Potsdam, Germania                  | 15 giugno 1972    | Record mondiale |
| 11"0          | +1,4        |                 | Eva Glesková                 | Cecoslovacchia   | Budapest, Ungheria                 | 1º luglio 1972    | Record mondiale |
| 10"9          | +1,9        |                 | Renate Meissner-Stecher      | Germania Est     | Ostrava, Germania                  | 7 giugno 1973     | Record mondiale |
| 10"8          | +1,8        | 11"07           | Renate Meissner-Stecher      | Germania Est     | Dresda, Germania                   | 20 luglio 1973    | Record mondiale |
| 10"8          |             |                 | Annegret Richter-Irrgang     | Germania Ovest   | Gelsenkirchen, Germania            | 27 giugno 1976    | Record mondiale |

### Cronometraggio elettronico (dal 1972 ad oggi)
| Tempo | Vento (m/s) | Atleta                   | Nazionalità    | Luogo                     | Data             | Note            |
| ----- | ----------- | ------------------------ | -------------- | ------------------------- | ---------------- | --------------- |
| 11"07 | -0,2        | Renate Meissner-Stecher  | Germania Est   | Monaco, Germania          | 2 settembre 1972 | Record mondiale |
| 11"04 | +0,6        | Inge Helten              | Germania Ovest | Furth, Germania           | 13 giugno 1976   | Record mondiale |
| 11"01 | +0,6        | Annegret Richter-Irrgang | Germania Ovest | Montréal, Canada          | 25 luglio 1976   | Record mondiale |
| 10"88 | +2,0        | Marlies Oelsner          | Germania Est   | Dresda, Germania          | 1º luglio 1977   | Record mondiale |
| 10"88 | +1,9        | Marlies Oelsner-Göhr     | Germania Est   | Karl-Marx-Stadt, Germania | 9 luglio 1982    | Record mondiale |
| 10"81 | +1,7        | Marlies Oelsner-Göhr     | Germania Est   | Potsdam, Germania         | 8 giugno 1983    | Record mondiale |
| 10"77 | +0,9        | Irina Privalova          | Russia         | Losanna, Svizzera         | 6 luglio 1994    |                 |
| 10"73 | +2,0        | Christine Arron          | Francia        | Budapest, Ungheria        | 19 agosto 1998   |                 |

## Annotazioni
- Il 9 luglio del 1965 la velocista polacca Ewa Kłobukowska corse - a pari merito con la compagna di squadra Irena Kirszenstein - nel tempo di 11"1, stabilendo sia il nuovo record mondiale che europeo. Più tardi, nel 1967 venne squalificata dalle competizioni sportive a causa di un'anomalia cromosomica e nel 1970 il suo record mondiale fu annullato.